# Schattdorf
Schattdorf je obec ve švýcarském kantonu Uri. Leží přibližně 2 kilometry jihovýchodně od hlavního města kantonu, Altdorfu, v nadmořské výšce 481 metrů. Žije zde přibližně 5 400 obyvatel. Po hlavním městě tak jde o druhou největší obec kantonu Uri.

## Geografie

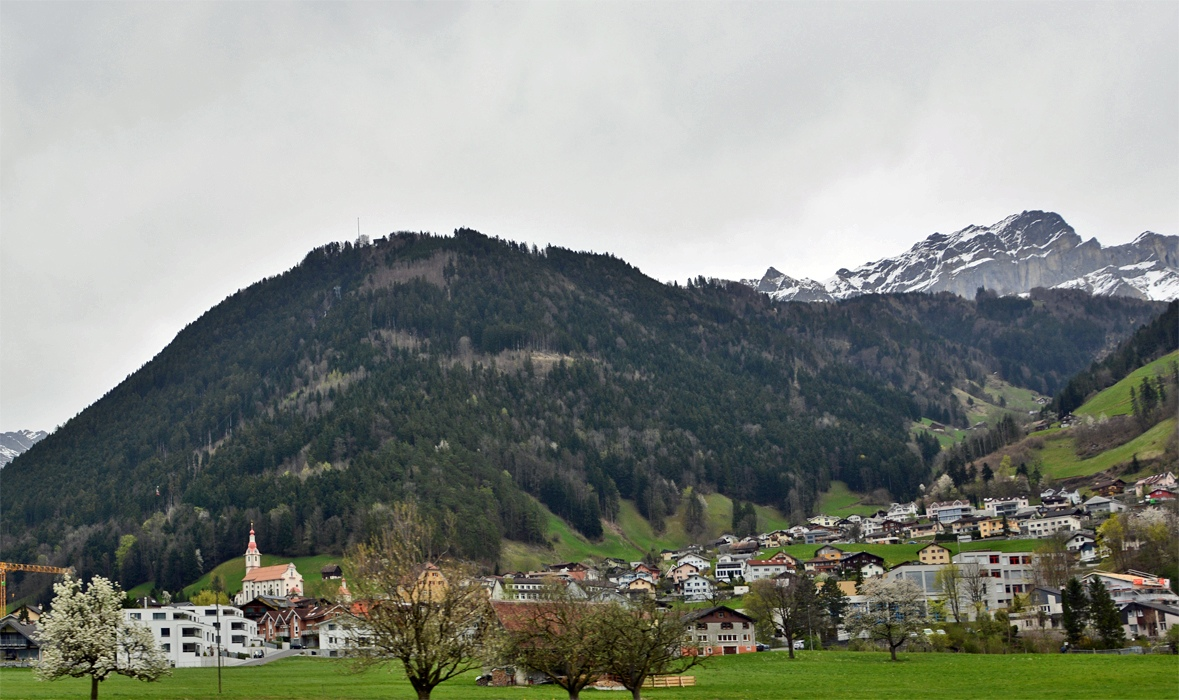
Pohled na obec s masivem Haldi v pozadí

Schattdorf leží v údolí Reusstal v kantonu Uri na severním úpatí masivu Bälmeten (2414 m n. m.). Hranice obce s Bürglenem vede podél potoka Schächen. Západní hranici obce tvoří řeka Reuss. K obci Schattdorf patří také údolí Teiftal jihovýchodně od obce, kterým protéká řeka Gangbach. K Schattdorfu patří také vesnice Haldi (1079 m n. m.) a roztroušené osady v pohoří Schattdorfer Berge (1162–1366 m n. m.). Na Haldi vede lanovka a je výchozím bodem pro pěší túry, například na Wängihorn. Jihozápadně od obce se na rovině řeky Reuss u kantonální silnice směrem na Erstfeld nachází vesnice Ried (452 m n. m.).
179 ha, tj. 11,0 % rozlohy obce, tvoří sídelní území. Z toho je 70 ha stavebních pozemků, 57 ha průmyslových pozemků a 41 ha dopravních ploch. Rozsáhlejší je zemědělská plocha s 546 ha, což představuje podíl 33,6 %. Patří sem i vysokohorské oblasti, z nichž většina se nachází v okrese Schattdorfer Berge. Ty se rozkládají na ploše 159 ha. Dalších 381 ha tvoří louky a orná půda. Kromě toho 613 ha, tj. 37,7 % rozlohy obce, pokrývají lesy a lesní pozemky. Neproduktivní půda pokrývá zbytek obce, konkrétně 289 ha, tj. 17,8 %. Jedná se téměř výhradně o oblasti bez vegetace (vysoké hory) nebo o oblasti s neproduktivní vegetací (vysokohorská vegetace).
Schattdorf sousedí na západě s Attinghausenem, na severu s Bürglenem, na východě se Spiringenem a Unterschächenem a na jihu se Silenenem a Erstfeldem.

## Historie

Letecký pohled na údolní oblast řeky Reuss (1928)

Roku 1248 je obec poprvé připomínána pod názvem Sachdorf. Podle tradice měl svatý Zikmund založit kostel v Schattdorfu na počátku 7. století. Tři na sebe navazující vrstvy hrobů na hřbitově by mohly ukazovat na raný kostel. První bohoslužebné místo - kaple zasvěcená Nanebevzetí Panny Marie s vlastními statky - je však zmiňováno až v roce 1270. Kaple byla filiálkou farnosti Bürglen, která patřila k Fraumünsteru Curych spolu s právem desátků a patronátu. Farní kostel zasvěcený Nejsvětější Trojici a svatému Mikuláši byl postaven v letech 1729 až 1733. V roce 1398 si farníci nechali potvrdit stará práva a zvyklosti faráře, včetně jurisdikce nad farářem. V roce 1426 se Schattdorf podílel na výkupu berního desátku a založil daňovou knihu. Od 16. do 19. století žili v poustevně nad vesnicí lesní mniši.
Hranice s Bürglenem byla vytyčena v roce 1576. Taneční dům, postavený před rokem 1575, sloužil k zábavě a jako místo pro setkání obyvatel obce. V první polovině 17. století je zmiňována škola s laickými učiteli. Spolu s Bürglenem  a Erstfeldem na tomto břehu Reussu patřil Schattdorf k tzv. čtvrtému genossamu a mohl až do roku 1798 vysílat tři členy do okresního zastupitelstva. Vesnický potok, zmiňovaný v roce 1525, dodával energii mlýnům a pilám. Od poloviny 19. století zažíval Schattdorf trvalý vzestup v důsledku usazování podniků podél Dorfbachu a industrializace nížiny řeky Reuss. Kvůli své poloze v blízkosti řek a potoků byl Schattdorf vždy ohrožen povodněmi, čemuž bylo zabráněno přehrazením řek Gangbach (1890–1897), Schächenbach (1910–1914) a Reuss (1972–1976). Meliorace pravobřežní části nížiny řeky Reuss po první světové válce zlepšila zemědělskou půdu v oblasti. V roce 1951 bylo zřízeno spojení městskou hromadnou dopravou do Altdorfu a na nádraží SBB ve Flüelenu. V oblasti vesnice Haldi, která byla poprvé zpřístupněna lanovkou v roce 1922 a silnicí v 70. letech 20. století, se ve 20. století rozvinul čilý letní i zimní cestovní ruch. Díky silnému přistěhovalectví (nový územní plán byl schválen roku 1977) se Schattdorf stal v roce 1980 druhou největší obcí kantonu podle počtu obyvatel. Byly postaveny nové obytné čtvrti, zejména v oblastech Gandrütti, Eirütti, Grund a Acherli.

## Obyvatelstvo

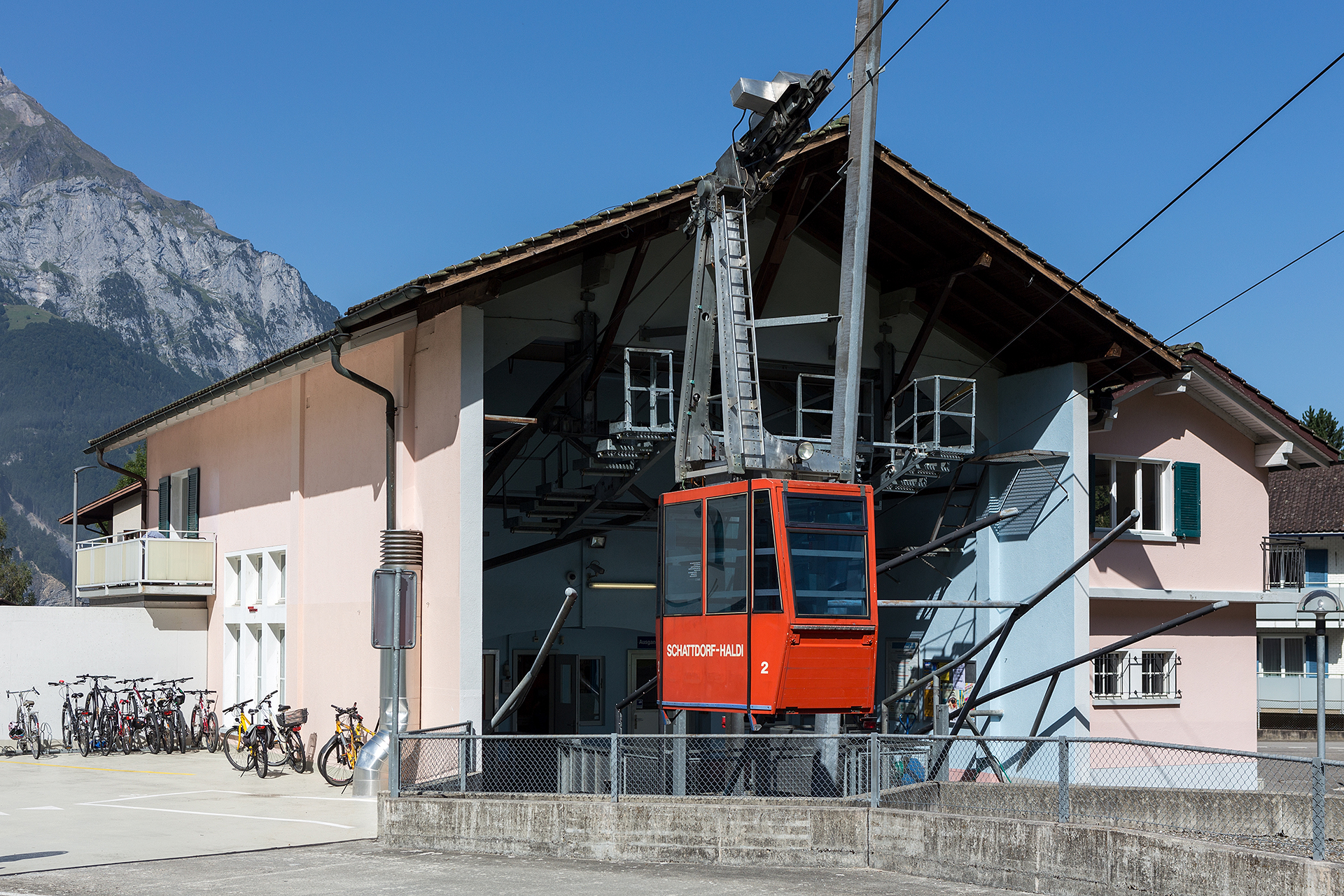
Lanovka na Haldi

### Vývoj populace
V 50. letech 19. století došlo k výraznému nárůstu počtu obyvatel. V následujícím desetiletí se růst poněkud zastavil, ale v 70. letech 19. století se opět výrazně zvýšil. Mezi lety 1850 a 1880 se počet obyvatel zvýšil celkem o 298 osob, tj. o 36,3 %. Poté následoval krátký pokles až do roku 1888 (-2,6 %). Od roku 1888 do roku 2000 byl zaznamenán nepřetržitý růst. Zvláště silný byl v letech 1950–1980 (+116,6 %), a to díky výstavbě nových čtvrtí a s tím souvisejícímu přistěhovalectví. Od roku 2000 počet obyvatel mírně klesl (2000–2005: -1,4 %), aby po roce 2010 opět rostl a překonal hranici 5 000.
| Rok            | 1850 | 1860 | 1870 | 1880 | 1888 | 1900 | 1950 | 1960 | 1970 | 1980 | 1990 | 2000 | 2005 |
| Počet obyvatel | 822  | 954  | 1000 | 1120 | 1097 | 1128 | 2217 | 2754 | 3292 | 4516 | 4802 | 4897 | 4829 |

### Jazyky
Téměř všichni obyvatelé mluví německy jako každodenním hovorovým jazykem, avšak silně alemanským dialektem. Při posledním sčítání lidu v roce 2000 uvedlo 94,67 % obyvatel jako svůj hlavní jazyk němčinu, 1,53 % srbochorvatštinu a 0,9 % italštinu.

### Národnostní složení
Z celkového počtu 4829 obyvatel na konci roku 2005 bylo 4508 (93,35 %) švýcarských státních příslušníků. Většina přistěhovalců pochází ze střední Evropy (Německo), jižní Evropy (Itálie a Portugalsko), bývalé Jugoslávie (Srbsko, Černá Hora a Chorvatsko) a Turecka. Při sčítání lidu v roce 2000 mělo švýcarské občanství 4487 osob (91,63 %), z toho 96 osob mělo dvojí občanství.